# Gezondheidswet
De Gezondheidswet is een Nederlandse wet die werd aangenomen door het parlement in 1901 tijdens het kabinet-Pierson. Dit kabinet heeft onder meer met deze wet de basis gelegd voor verbetering van de toestanden op het gebied van de volksgezondheid en de volkshuisvesting. Door de wet werden speciale commissies ingesteld, die krotwoningen dienden te inspecteren. Het leidde ertoe dat veel krotwoningen onbewoonbaar werden verklaard. De wet is daarna verschillende keren herzien, bijvoorbeeld in 1956. De wet regelt sindsdien de organisatie van de zorg voor de volksgezondheid door de oprichting, opdracht en samenstelling van:
- de Raad voor de Volksgezondheid en Zorg
- de Gezondheidsraad
- de Inspectie Gezondheidszorg en Jeugd
- de Provinciale raden voor de volksgezondheid

## Uitvoering door de Nationale Raad voor de Volksgezondheid en Zorg (RVZ)
De RVZ adviseert het Nederlands Kabinet over het beleidsterrein volksgezondheid en zorg. Dat is bijvoorbeeld de ouderen-, jeugd-, geestelijke gezondheids- en ziekenhuiszorg. Het gaat daarbij om medisch-ethische, financiële en organisatorische zaken en patiëntenrechten. Maar ook  over concrete kwesties zoals wachtlijsten en schaarste, verslavingsproblemen in Nederland, de taak van de gemeenten, bedreigingen voor de volksgezondheid worden adviezen gegeven.
Kosten en middelen
Ter indicatie de kosten voor 2010 zijn geraamd op 3 miljoen euro en dit wordt gefinancierd door het ministerie van VWS.

## Uitvoering door de Gezondheidsraad
De Gezondheidsraad is een onafhankelijk adviesorgaan die de Regering en parlement vanuit de wetenschap adviseert over de volksgezondheid en het gezondheids(zorg)onderzoek. 
Kosten en middelen
Ter indicatie de kosten voor 2010 zijn geraamd op 5,5 miljoen euro en dit wordt gefinancierd door het ministerie van VWS.

## Uitvoering door de Inspectie Gezondheidszorg en Jeugd (IGJ)
De IGJ bewaakt door effectieve handhaving van de kwaliteit van zorg, preventie en medische producten. De inspectie adviseert de Regering en maakt bij zorgaanbieders gebruik van advies, stimulans, drang en dwang om te zorgen dat de regels worden nageleefd.
De provincies en gemeenten sturen aan de IGJ de verordeningen, besluiten of verslagen over volksgezondheid en geven desgevraagd inlichtingen over de volksgezondheid en over de naleving van wetten en verordeningen op dit terrein.
Kosten en middelen
Ter indicatie de kosten 2010 zijn geraamd op 43,6 miljoen euro en dit wordt gefinancierd door het ministerie van VWS.

## Uitvoering door de Provinciale raden voor de volksgezondheid Brabant en Limburg (PRV)
Bij het voornemen tot herziening van het zorgstelsel enkele jaren geleden is de wettelijke verplichting in de Gezondheidswet tot de instelling c.a. van de PRV's al ter discussie gesteld. Dit heeft ervoor gezorgd dat de meeste provincies geen PRV meer hebben of in stand houden (onder
meer Groningen, Overijssel, Zuid-Holland, Noord-Holland, Gelderland, Zeeland, Utrecht en Friesland). Dit betekent dat deze provincies expliciet of impliciet de subsidierelatie met de PRV hebben beëindigd respectievelijk het bureau van de raad hebben opgeheven. De provincie Flevoland heeft nooit een PRV gehad. Er zijn nog twee PRV's in Limburg en Brabant.